# Obszar morski
Obszar morski – przestrzeń, na którą składają się morskie wody wewnętrzne, morze terytorialne, wody archipelagowe, wyłączna strefa ekonomiczna, szelf kontynentalny oraz morze otwarte (pełne) i obszar. Obszary morskie określone zostały w Konwencji Narodów Zjednoczonych o prawie morza, sporządzonej w Montego Bay 10 grudnia 1982 r., która często, potocznie jest nazywana "prawem morza", Polska ratyfikowała tę konwencję 6 listopada 1998.
Status prawny polskich obszarów morskich określa ustawa z dnia 21 marca 1991 r. o obszarach morskich Rzeczypospolitej Polskiej i administracji morskiej.